# Napaea theages
Napaea theages är en fjärilsart som beskrevs av Frederick DuCane Godman och Osbert Salvin 1878. Napaea theages ingår i släktet Napaea och familjen Riodinidae. Inga underarter finns listade i Catalogue of Life.